# Лайош Буза
Лайош Буза (угор. Buza Lajos, 30 червня 1901, Уйпешт, Будапешт — 21 березня 1965, Будапешт) — угорський футболіст, що грав на позиції півзахисника. Відомий виступами, зокрема, за клуб «Уйпешт», а також національну збірну Угорщини.

## Клубна кар'єра
У вищому дивізіоні дебютував виступами у клубі «Уйпешт Тереквеш» (УТШЕ). У складі «Уйпешта» дебютував у сезоні 1924–1925, а гравцем основи команди був у сезоні 1925–1926, коли викликався до складу національної збірної Угорщини.
Фіналіст Кубка Угорщини 1925 року, коли «Уйпешт» у вирішальному матчі поступився МТК з рахунком 0:4.
Один сезон відіграв у команді «Вашаш», після чого перейшов до «Немзеті», де виступав чотири роки. Загалом у чемпіонаті Угорщини зіграв 123 матчі і забив 3 голи.
| Дата       | Місто    | Господарі | Результат | Гості    | Турнір           | Голи | Примітки |
| ---------- | -------- | --------- | --------- | -------- | ---------------- | ---- | -------- |
| 20/09/1925 | Будапешт | Угорщина  | 1 – 1     | Австрія  | товариський матч | -    |          |
| 14/02/1926 | Брюссель | Бельгія   | 0 – 2     | Угорщина | товариський матч | -    |          |
| 02/05/1926 | Будапешт | Угорщина  | 0 – 3     | Австрія  | товариський матч | -    |          |
| Усього     |          | Матчів    | 3         |          | Голів            | 0    |          |